# Башти, Иштван
Иштва́н Башти (венг. Básti István; род. 19 сентября 1944, Шальготарьян, Ноград) — венгерский футболист, играл на позиции нападающего. В составе сборной Венгрии — олимпийский чемпион (1968) и серебряный призёр Олимпийских игр (1972).

## Биография

### Клубная карьера
Всю футбольную карьеру играл за «Шальготарьян», сыграл за эту команду 348 матчей и забил 60 голов. Вместе с этой командой он добился одного из достижений в истории клуба — третье место в Высшем дивизионе в сезоне 1971/72.

### Карьера в сборной
В составе сборной Венгрии принимал участие на олимпийском футбольном турнире 1968 года и стал олимпийским чемпионом. Башти сыграл в трёх матчах группового этапа и в 1/4 финальном матче со сборной Гватемалы (1:0).
Спустя четыре года Башти завоевал серебряную медаль на олимпийском футбольном турнире 1972 года. На том турнире он был запасным и на поле так и не появился.

## Достижения
Венгрия
- Олимпийский чемпион (1): 1968
- Серебряный призёр Олимпийских игр (1): 1972